# Липово (Нікольський район)
Ли́пово (рос. Липово) — присілок у складі Нікольського району Вологодської області, Росія. Входить до складу Краснополянського сільського поселення.

## Населення
Населення — 26 осіб (2010; 40 у 2002).
Національний склад (станом на 2002 рік):
- росіяни — 100 %